# Simmering (Wiener Bezirksteil)
Simmering war bis Ende 1891 eine eigenständige Gemeinde und ist seit 1. Jänner 1892 ein Stadtteil Wiens im gleichnamigen 11. Wiener Gemeindebezirk Simmering sowie mit nicht kongruentem Gebietsumfang eine der 89 Wiener Katastralgemeinden.

## Geographie

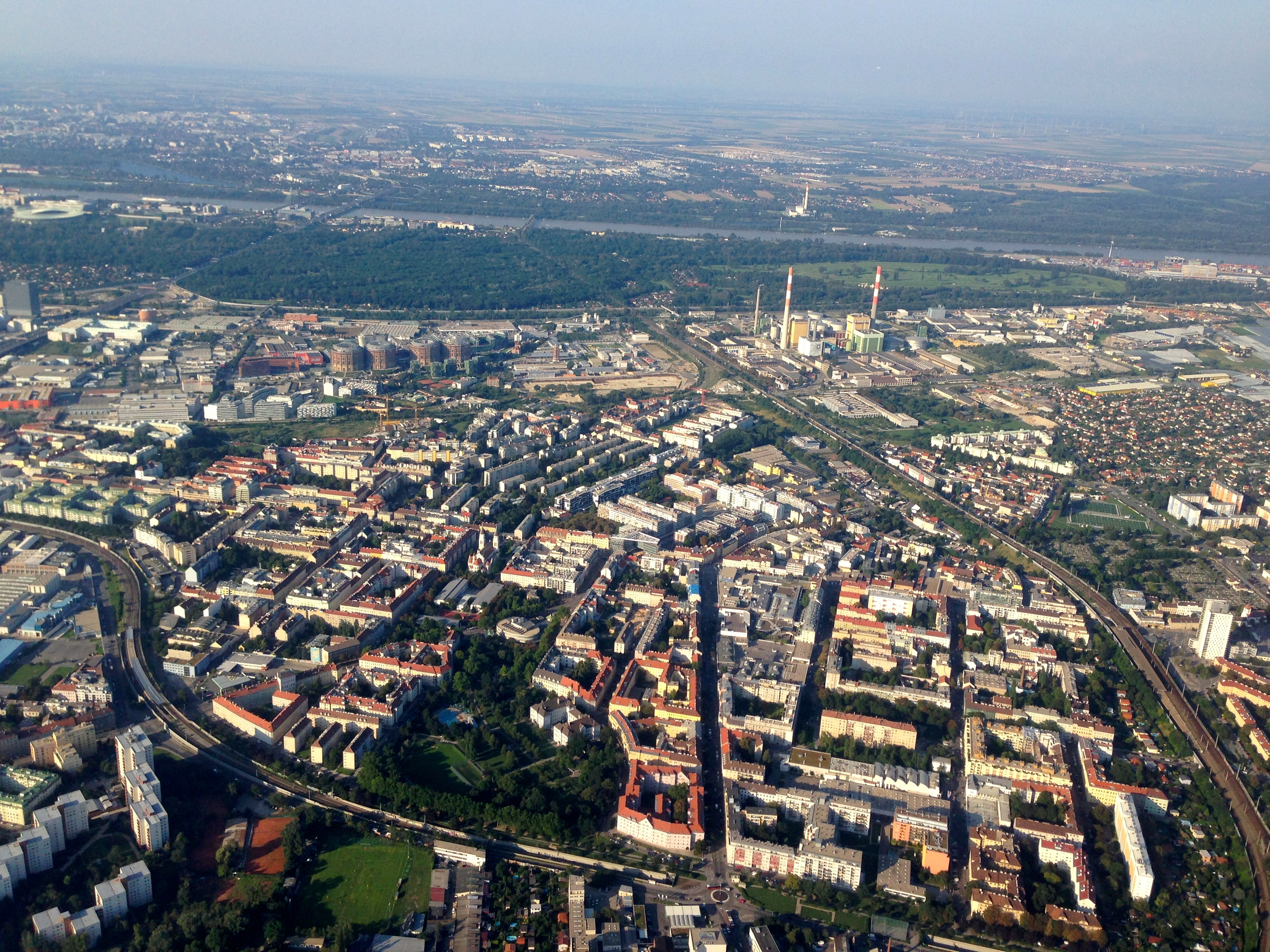
Luftbild von Simmering mit Blick nach Nordosten

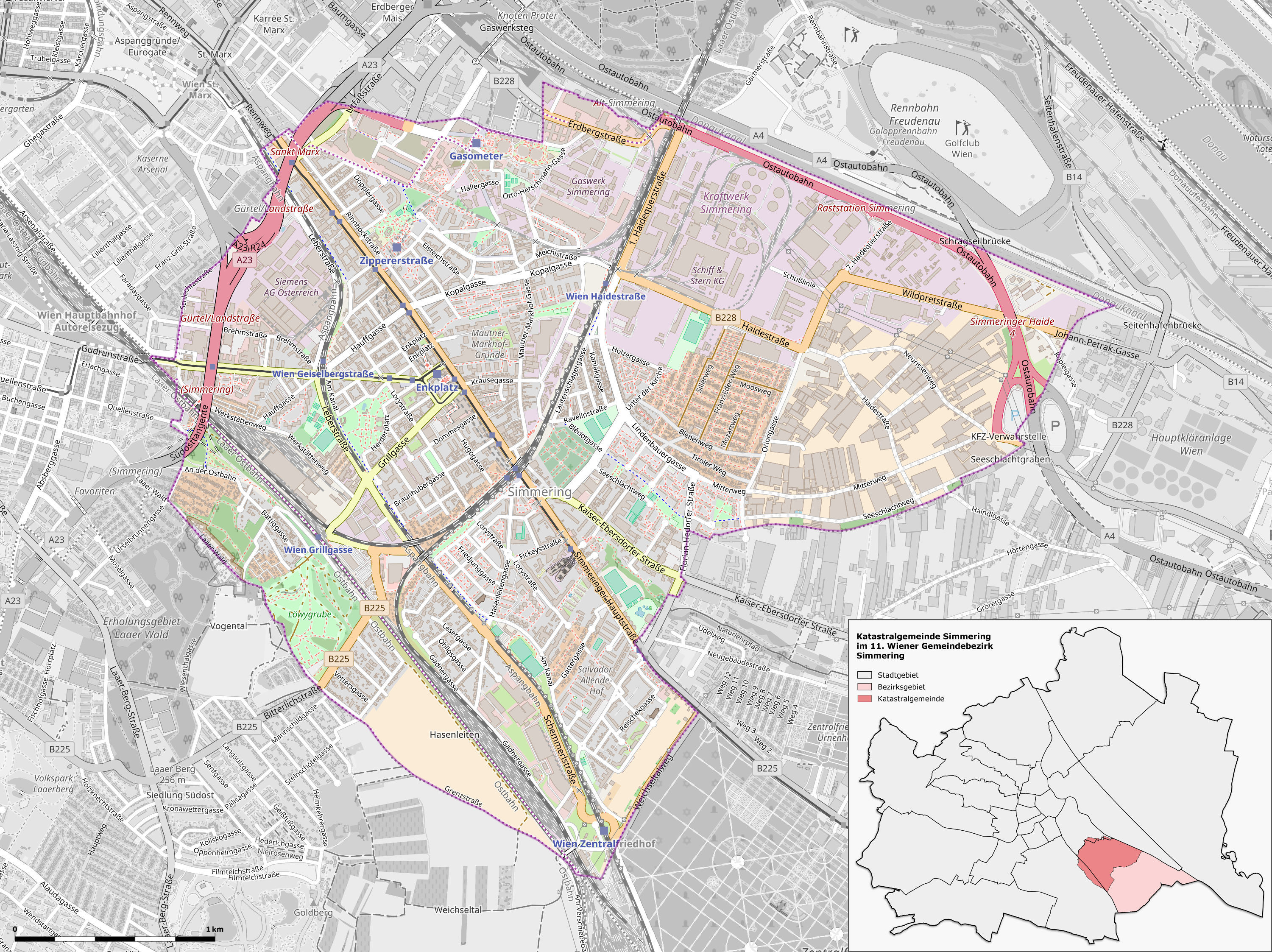
Katastralgemeinde Simmering im Wiener Bezirk Simmering

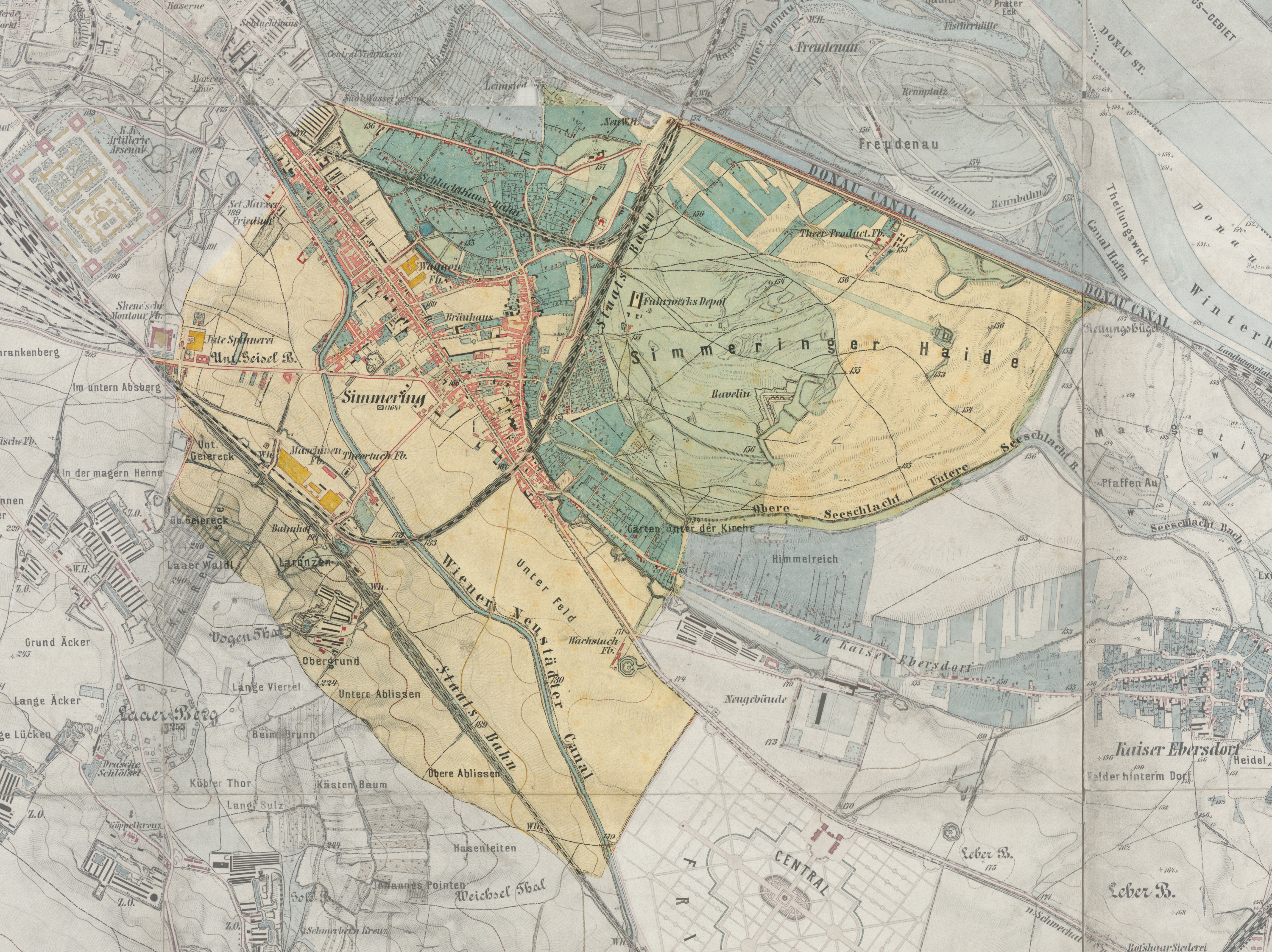
Das Gebiet der heutigen Katastralgemeinde Simmering auf einer Karte von 1873

Der Bezirksteil Simmering befindet sich großteils im nordwestlichen Teil des Bezirkes Simmering. Im Südosten grenzt er an den Bezirksteil Kaiserebersdorf, im Südwesten und Westen an die Favoritner Bezirksteile Oberlaa und Favoriten, im Nordwesten an den 3. Bezirk, Landstraße, und im Nordosten entlang des Donaukanals an den 2. Bezirk, die Leopoldstadt.
Da die Grenzen von Katastralgemeinden (KG.) in Wien mitunter anders verlaufen als die Bezirksgrenzen, liegen 22,5 ha der Katastralgemeinde Simmering im 3. Bezirk, Landstraße, und 116,94 ha im 10. Bezirk, Favoriten. In Favoriten wird die Grenze der KG. Simmering unter anderem von der Grenzstraße gebildet, auch der nordöstliche Teil des Böhmischen Praters gehört noch zur KG. Simmering. Bis zum 15. Oktober 1938 war die Grenze der KG. auch die Bezirksgrenze. Die Gesamtfläche der Katastralgemeinde beträgt 1178,46 ha.
Der Ortskern um die Alt-Simmeringer Pfarrkirche ist von der Stadt Wien als bauliche Schutzzone Alt-Simmering definiert, ebenso wie im Grätzl Hasenleiten das Gebiet um die Fabiganstraße (im Volksmund Böhmisch Trübau (so wie Česká Třebová)), dessen Häuser vor 1910 entstanden sind und das noch eine gewisse dörfliche Struktur aufweist.

## Namensherkunft
Die erste urkundliche Erwähnung Simmerings aus dem Jahre 1028 lautete noch auf den Namen Symmanninngen, in einem anderen Dokument von 1130 wird als Besitzer des Ortes konkret Isinrich von Simmanningen genannt. Bei den von Simmaningen (auch Symannig oder Simonig) dürfte es sich um ein in dieser Gegend ansässiges Landadelsgeschlecht gehandelt haben, das sich bis 1398 verfolgen lässt.

## Geschichte

### Latènezeitlicher Münzschatz
Ein Münzschatz mit rund 260 Kleinsilbermünzen vom Simmeringer Typ sowie mehr als 30 Hexadrachmen verschiedener boischer BIATEC-Prägungen wurde 1880 gefunden. Die Kleinsilbermünzen zeigen im Avers den Teil eines Lorbeerkranzes und im Revers das Bild eines Wildpferdes, beide Seiten außerdem mit unterschiedlichen bildlichen Ergänzungen. Derartige Simmeringer Münztypen sind von Bratislava bis Wien verbreitet, Einzelstücke sind sogar in der Stadt auf dem Magdalensberg aufgefunden worden. Nach einer Datierung durch Eva Kolníková ist die Prägezeit zwischen 60 und 45 v. Chr. (Späte Latènezeit) anzusetzen.

### Grundherrschaft

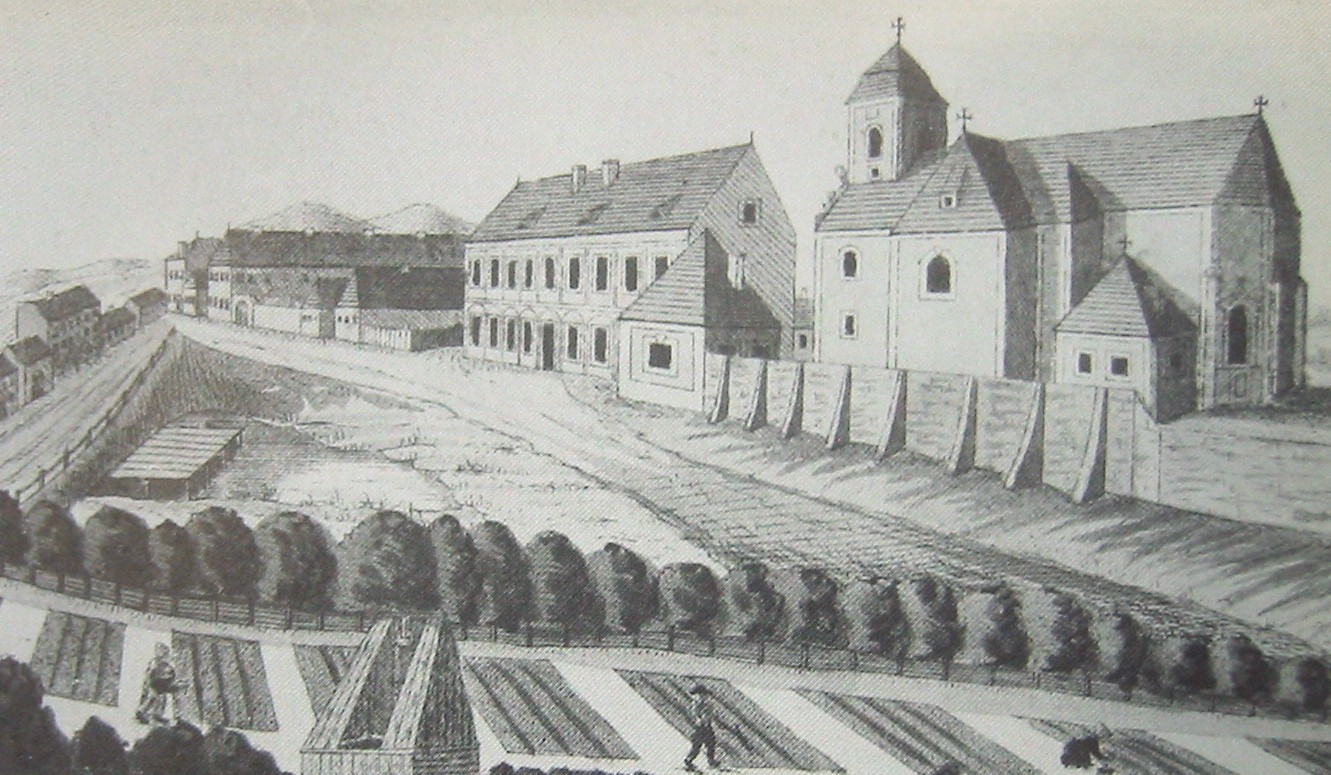
Simmeringer Ortskern anfangs des 19. Jahrhunderts

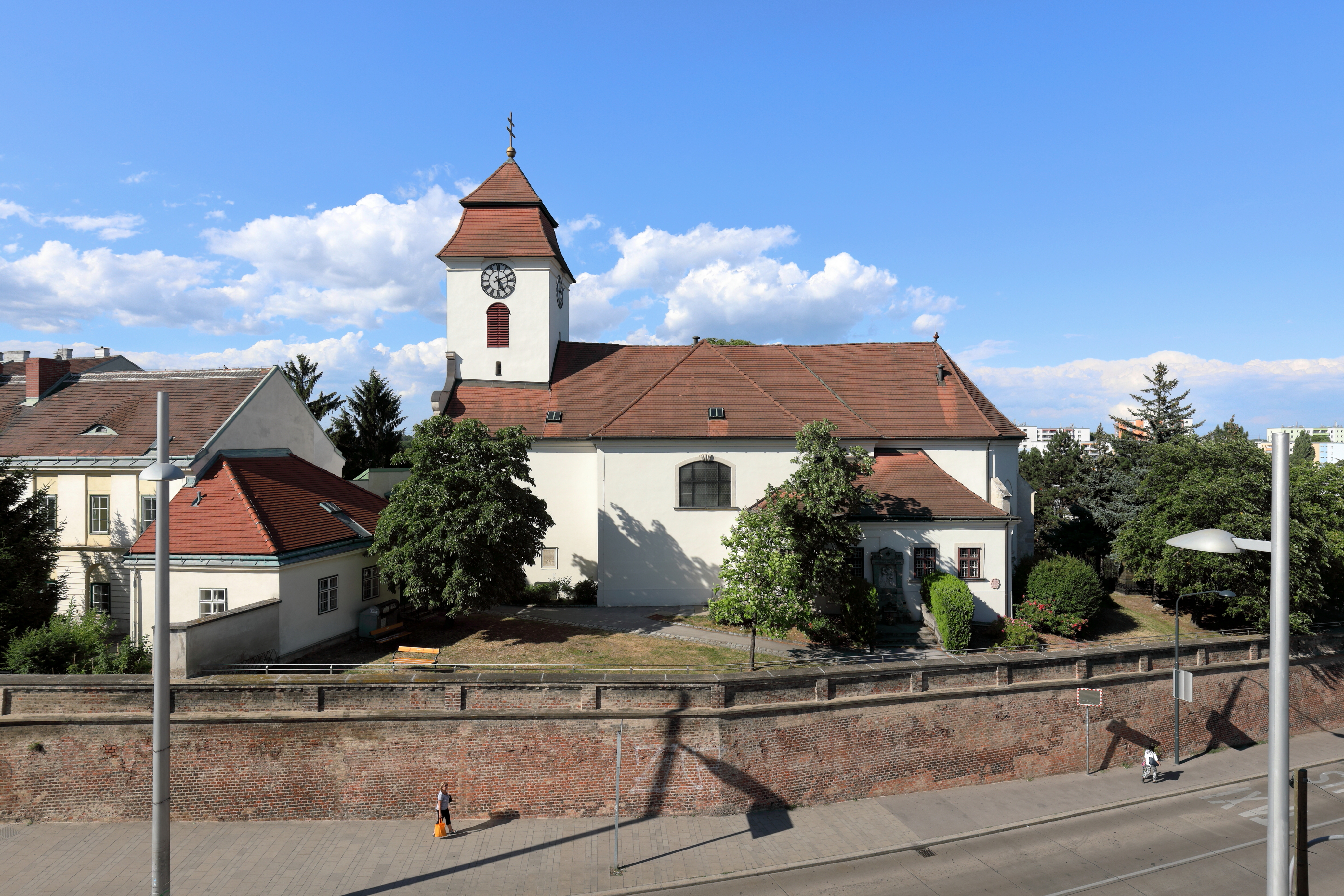
St.-Laurenz-Kirche

Simmering war bis etwa zum Jahr 1400 im Besitz des Geschlechts der von Simmanningen und hatte in den darauf folgenden Jahrhunderten zahlreiche Besitzer, deren Namen sich noch heute in manchen Simmeringer Straßennamen finden:
- um 1028: Der Edle Gottschalk: (Gottschalkgasse)
- 12. Jh.: Herword von Simoning (Herbortgasse und Simoningplatz)
- um 1485: Christoph von Rappach (Rappachgasse)
- ?–1573: Andreas Ritter von Dürrnbacher (Dürrnbacherstraße)
- 1573–1598: Michael Eyzing Freiherr von Schrattenthal (Eyzinggasse)
- 1598–1608: Michael Eham (Ehamgasse)
- 1608–1635: Georg Bernhard Freiherr von Urschenböck (Urschenböckgasse)
- 1635–1636: Isabella Perpetua von Römersthal[6], geb. Freiin Urs(ch)enbeck  (1614–1664; Römersthalgasse)
- 1636–1677: Maria Elisabeth Colonna Freiin von Fels (Felsgasse)
- 1828–1832: Jakob Ha(c)kel (Hakelgasse)
- 1832–1848: Franz Ullmann

1848 wurde die Grundherrschaft im Kaisertum Österreich aufgehoben. Damit wurde Simmering 1850 zur eigenständigen Ortsgemeinde, die bis 31. Dezember 1891 bestand. Mit 1. Jänner 1892 wurde die Gemeinde in die Stadt Wien einbezogen und für den neuen 11. Bezirk namensgebend.

### Siedlungsentwicklung
Simmering hatte die meiste Zeit seines Bestehens dörflichen Charakter. Im Zentrum der Ortschaft befand sich die St.-Laurenz-Kirche, die in Kriegszeiten aufgrund ihres Turmes als Ausguck zur Verteidigung diente. Im Jahr 1529 wurde Simmering im Zuge der Ersten Wiener Türkenbelagerung verwüstet. Aber auch die Zweite Türkenbelagerung, 1683, und die zweimalige Besetzung und Plünderung durch Napoléon Bonapartes Truppen, 1805 und 1809, verwüsteten das Dorf.
Bereits seit 1605 gab es im Thurnhof in der heutigen Mautner-Markhof-Gasse eine Brauerei, die über drei Jahrhunderte eine wichtige Einnahmequelle für den Ort darstellte und erst 1930 stillgelegt und nur noch als Hefe- und Spiritusfabrik weitergeführt wurde.
1713 befiel Simmering eine Pestepidemie. Ab 1773 fanden auf der Simmeringer Haide kaiserliche Artilleriemanöver statt; dabei wurde mit Kanonen auf den historischen Ravelins nachgebaute Festungsanlagen geschossen, um die Durchschlagskraft der Geschoße zu testen. Der Schießplatz bestand noch bis ins 20. Jahrhundert. 1797 begann der Bau des Wiener Neustädter Kanals.
Bis etwa 1860 behielt Simmering seine dörflichen Strukturen, bevor es binnen weniger Jahrzehnte zum Industrie- und Arbeitervorort wurde. Um 1850 wurde die Simmeringer Waggonfabrik errichtet. Ab 1869 kamen weitere Industriebetriebe und Werkstätten dazu, unter anderem für die Eisenbahn.  In der Folge begann eine schnelle großstädtische Entwicklung, Industriebetriebe wie z. B. die Maschinen- und Waggonfabrik AG (heute Siemens Mobility) siedelten sich an. Die Brauerei im Thurnhof der Familie Meichl ging 1870 durch Heirat in den Besitz der  Schwechater Brauerfamilie Dreher über. 1913 fusionierte die  Dreher-Brauerei mit der St. Marxer Brauerei der ebenfalls im Brauereigewerbe tätigen Familie Mautner von Markhof. 1930 wurde die Simmeringer Brauerei stillgelegt.
Es gab ferner die Eisengießerei Vogelsinger & Pastré und eine Fabrik der Austro-Daimler AG. Wichtige Transportwege waren neben der Simmeringer Hauptstraße die von einer belgischen Gesellschaft betriebene, über den Wechsel nach Graz führende Aspangbahn, die Ostbahn mit der Ostbahnbrücke über den Donaukanal und der 1878 stillgelegte Wiener Neustädter Kanal.
1858 wurde das erste Amtshaus der Gemeinde Simmering eröffnet. Etwa um 1860 wurden die Rinnböckhäuser angelegt, die damals zweitgrößte Wohnhausanlage im Großraum Wien, die eine der ersten Arbeiterwohnhöfe war. Der Unternehmer Josef Rinnböck, der am Abriss der Wiener Stadtmauern beteiligt war, benutzte Material daraus zum Bau der Häuser. Sie befanden sich ganz am Anfang der Simmeringer Hauptstraße und wurden erst 2021 demoliert.

### Eingemeindung
Nach der Eingemeindung der Vorstädte Wiens im Jahr 1850 begann in den 1870er Jahren die Diskussion über die Eingemeindung der außerhalb des Linienwalls gelegenen Vororte, die aber zumeist ihre Autonomie nicht aufgeben wollten. Nachdem Kaiser Franz Joseph I. jedoch 1888 bei der Eröffnung des Türkenschanzparks in der damals noch selbstständigen Stadt Währing (heute 18. Bezirk) in Absprache mit der k.k. Regierung eine Rede gehalten hatte, in der der Wunsch nach der Vergrößerung Wiens sehr deutlich gemacht wurde, beschloss der niederösterreichische Landtag 1890 die Vereinigung Wiens mit über dreißig Vororten, die am 1. Jänner 1892 in Kraft treten sollte.
Am 1. Jänner 1892 wurde Simmering – gegen den Willen des damaligen Simmeringer Vizebürgermeisters Karl Linke – gemeinsam mit Kaiserebersdorf und kleinen Teilen der Gemeinden Kledering, Schwechat und Albern zum 11. Wiener Gemeindebezirk vereinigt. Am 1. Jänner 1956, nach dem Abschluss des Staatsvertrages und dem Abzug der Roten Armee aus dem Alberner Hafen, wurde auch die bis 1938 selbstständige niederösterreichische Gemeinde Albern Teil des Bezirks Simmering.

## Persönlichkeiten
- Karl Kaniak (1872–1931), Arbeiterdichter, Sänger und Zeichner
- Josef Lang (1855–1925), Henker
- Georg Mautner Markhof (1926–2008), Industrieller und Politiker
- Manfred Mautner Markhof senior (1903–1981), Industrieller
- Julius Pastrée (1856–1915), Industrieller, Eisengießerei
- Antonie Schläger (1859–1910), Opernsängerin